# 何民傑
何民傑（英語：Raymond Ho，1976年10月4日—），香港出生，籍貫廣東順德，已婚，香港政治人物，前任香港西貢區議會彩健選區議員，香港教育大學、珠海學院、香港專業進修學校兼任講師，現為新城財經台《財知大道》主持人。
何民傑在1999年區議會選舉中在沙田廣源選區中落敗，但在2003年、2007年、2011年及2015年區議會選舉中在將軍澳彩健選區中擊敗對手當選。2007年和2011年連續兩屆區議會選舉中都以77%至80%的得票率連任，2015年選舉則遭到民建聯吳東河以「大媽」攻勢挑戰，何最後以61%選票擊敗吳東河，第三次成功連任，並派出好友孫柏文出戰新增的都善選區，惜未能當選，敗於專業動力張展鵬。
何民傑曾於2009年沙田區議會大圍選區補選為李躍輝助選，選舉完結後廉政公署以涉嫌賄選拘捕6人，包括落敗的李躍輝及助選的何民傑。其後何民傑於審訊中擔任特赦證人，在庭上透露自己如何獻計給李躍輝自我宣傳及助選細節，成為令李躍輝賄選罪成的關鍵。
何民傑於彩健區議員任內，區內規劃最大爭議是為興建知專學院用了10億港元，大幅削減文康土地，多次與當年任發展局局長的林鄭月娥爭取，隨後始有今天的調景嶺圖書館和體育館。後來林鄭月娥任政務司長，何民傑也就多項政策，包括民主普選政改，當面力陳利弊及從中取利。
2016年末，林鄭月娥有意競逐特首，其競選辦需要有選舉經驗，尤其熟悉選舉法規，且獨立無黨派人士提供意見，故邀請何民傑擔任競選顧問。2017年2月25日，另一特首候選人曾俊華的提名表公開供公眾查閱，何民傑排在查閱隊伍的頭位，比所有傳媒更快。
何民傑定期印製地區通訊《傑訊》以加強居民對自己住處環境了解。
何民傑在2019年香港區議會選舉中在將軍澳彩健選區中競逐連任失敗，僅得1989票，即總票數23.3%。

## 學歷
- 北京大學法律學士
- 香港中文大學哲學文學碩士
- 香港教育學院生命教育及價值教育博士生
- 澳門城市大學教育學博士

## 職業
- 黃宏發立法會議員助理（1999年至2004年）
- 西貢區議會彩健選區民選區議員（2004年至2019年）
- 珠海學院、港專、香港教育大學客席講師（2009年至今）[5]
- 彩明苑法團主席（2004年至2021年）
- 新城財經台節目主持人及新城1點鐘節目監製（？年至今），現在主持的節目《財知大道》、《經濟午餐》，曾擔任過《原來生活好快樂》嘉賓主持。[5]
- 公關公司創立人（2021年至今），為多間跨國公司提供專業政策及公關意見。[5]

## 現任社會服務
- 107動力召集人
- 香港電台節目顧問團成員
- 淫褻物品審裁處審裁小組成員
- 彩明苑業主立案法團主席
- 彩明苑租客協會名譽顧問
- 健明邨屋邨管理委員會委員
- 仁愛堂鄧楊詠曼幼稚園法團校董會成員

## 曾就讀的學校
- 香港教育學院 (現稱香港教育大學)
- 北京大學
- 香港樹仁大學
- 香港中文大學
- 禮賢會彭學高紀念中學
- 彩虹邨天主教英文中學
- 中華基督教會基華小學

## 歷屆選舉結果
| 政党   | 政党             | 候选人    | 票数  | %     | ±      |
| ------ | ---------------- | --------- | ----- | ----- | ------ |
|        | 獨立             | ①. 何民傑 | 1,989 | 23.29 | ▼38.31 |
|        | 將軍澳民生關注組 | ②. 黃炳雄 | 434   | 5.08  | 不適用 |
|        | 將青力           | ③. 陳緯烈 | 4,724 | 55.31 | 不適用 |
|        | 專業動力         | ④. 黃恩琪 | 88    | 1.03  | 不適用 |
|        | 民建聯           | ⑤. 戴家柱 | 1,306 | 15.29 | 不適用 |
| 多数票 | 多数票           | 多数票    | 2735  | 32.02 | ▲8.82  |

| 政党   | 政党   | 候选人    | 票数  | %     | ±      |
| ------ | ------ | --------- | ----- | ----- | ------ |
|        | 民建聯 | ①. 吳東河 | 1,791 | 38.40 | 不適用 |
|        | 獨立   | ②. 何民傑 | 2,873 | 61.60 | ▼15.16 |
| 多数票 | 多数票 | 多数票    | 1,082 | 23.2  | ▼30.32 |

| 政党   | 政党   | 候选人    | 票数  | %     | ±      |
| ------ | ------ | --------- | ----- | ----- | ------ |
|        | 工聯會 | ①. 余啟津 | 747   | 23.24 | 不適用 |
|        | 獨立   | ②. 何民傑 | 2,467 | 76.76 | ▼4.07  |
| 多数票 | 多数票 | 多数票    | 1,720 | 53.52 | ▼8.14  |

| 政党   | 政党   | 候选人    | 票数  | %     | ±      |
| ------ | ------ | --------- | ----- | ----- | ------ |
|        | 獨立   | ①. 何民傑 | 2,016 | 80.83 | ▲17.26 |
|        | 民建聯 | ②. 戴家柱 | 478   | 19.17 | 不適用 |
| 多数票 | 多数票 | 多数票    | 1,538 | 61.66 | ▲34.52 |

| 政党   | 政党     | 候选人    | 票数  | %     | ±      |
| ------ | -------- | --------- | ----- | ----- | ------ |
|        | 獨立     | ①. 何民傑 | 1,443 | 63.57 | 不適用 |
|        | 公民力量 | ②. 吳偉星 | 827   | 36.43 | 不適用 |
| 多数票 | 多数票   | 多数票    | 559   | 27.14 | 不適用 |

## 外部連結
- 何民傑 Man Kit Raymond Ho Facebook
- 107 動力
- 傑訊
- 2007年區議會選舉 - 選舉結果(西貢)
- 2011年區議會選舉 - 選舉結果(西貢)（页面存档备份，存于）
- 2015年區議會選舉 - 選舉結果(西貢)（页面存档备份，存于）